# スマトラアカニシキヘビ
スマトラアカニシキヘビ（蘇門答剌赤錦蛇、学名：Python curtus）は、ニシキヘビ科（ボア科ニシキヘビ亜科とする説もあり）ニシキヘビ属に分類されるヘビ。別名ブラックブラッドパイソン。

## 分布
インドネシア（スマトラ島西部および周辺の島嶼）固有種

## 形態
最大全長200cm程。体形は太短い。種小名curtusは「短い」の意。胴体中央部の斜めに列になった背面の鱗の数（体列鱗数）は55-61。総排出口までの腹面にある幅の広い鱗の数（腹板数）は152-163、総排出口から後部の鱗の数（尾下板数）は28-33。体色は褐色や濃褐色で、黒い斑紋が入る。腹面の鱗の数（腹板）は152-163。体色は黒味が強く、斑紋は不明瞭。
眼の上部の鱗（眼上板）は1枚。眼の下部の鱗（眼下板）があり、上唇に並ぶ鱗（上唇板）と眼は接しない。眼下板と上唇板の間に細かい鱗が入る個体もいる。上唇板は9-12枚。一番前の頭頂板が額板により中央で接しないか、僅かに接する。ピット器官も黒い。尾は短く、英名（short-tailed）の由来になっている。
幼蛇には褐色と黒の明瞭な斑紋が入るが、成長に伴い黒ずみ不明瞭になる。
以前はアカニシキヘビとして基亜種である本種も含めた3亜種に分割されていたが、ミトコンドリアDNAによる分子系統学の研究から亜種をそれぞれ独立種とする説が有力。本種は同じスマトラ島にも分布するマレーアカニシキヘビよりもボルネオアカニシキヘビに近縁とされる。

## 生態
山地の沼地や湿地等に生息する。
食性は動物食で、主に小型哺乳類を食べる。
繁殖形態は卵生。メスは卵の周りにとぐろを巻いて、卵を保護する。

## 人間との関係
生息地では食用とされることもある。皮は革製品として利用される。
ペットとして飼育されることもあり、日本にも輸入されている。野生個体の流通が多いが、近年は繁殖個体も流通する。繁殖個体ではいくらか慣れる個体もいるが、性格は基本的に荒い（他のアカニシキヘビ類よりは大人しいともされる）。乾燥に非常に弱く、保湿力に優れた床材や全身が浸かる事のできる水入れ等、大型のケージが飼育に必要になる。